# 金鐘獎廣播劇獎得獎列表
廣播金鐘獎廣播劇獎是由文化部影視及流行音樂產業局在臺灣舉辦的現行頒發獎項。

## 歷屆得獎暨入圍名單
|  | 獲獎者 |

### 廣播劇獎（第40屆～至今）
| 年度 （屆數）   | 廣播作品                                                                              |
| --------------- | ------------------------------------------------------------------------------------- |
| 2005 （第40屆） | 《週日廣播劇》／復興廣播電臺                                                          |
| 2005 （第40屆） | 《RTI劇場-城南舊事》／財團法人中央廣播電臺                                            |
| 2005 （第40屆） | 《漢聲劇場》／國防部政治作戰總隊漢聲廣播電臺                                          |
| 2005 （第40屆） | 《碧海藍天之戲說人生-山的孩子》／臺灣區漁業廣播電台                                   |
| 2006 （第41屆） | 《週日廣播劇-如果不愛》／復興廣播電台                                                 |
| 2006 （第41屆） | 《閩南語廣播劇-逆流的血源》／財團法人中央廣播電台                                     |
| 2006 （第41屆） | 《漢聲劇場-珍愛生命系列》／國防部政治作戰總隊漢聲廣播電台                             |
| 2006 （第41屆） | 《碧海藍天之戲說人生》／行政院農業委員會漁業署台灣區漁業廣播電台                      |
| 2007 （第42屆） | 《台灣夢土－廣播劇場》／正聲廣播股份有限公司臺中廣播電臺                              |
| 2007 （第42屆） | 《客家劇場－台灣傳奇》／財團法人中央廣播電臺                                          |
| 2007 （第42屆） | 《從心歸零－戲劇人生》／國立教育廣播電臺臺北總臺                                      |
| 2007 （第42屆） | 《週日廣播劇》／復興廣播電臺                                                          |
| 2007 （第42屆） | 《漢聲劇場》／漢聲廣播電臺臺北總臺                                                    |
| 2008 （第43屆） | 《漢聲劇場》／漢聲廣播電臺臺北總臺                                                    |
| 2008 （第43屆） | 《R.T.I.劇場－黑水溝》／財團法人中央廣播電臺                                          |
| 2008 （第43屆） | 《台灣夢土－廣播劇場》／正聲廣播股份有限公司臺中廣播電臺                              |
| 2009 （第44屆） | 《從心歸零之人間筆記》／國立教育廣播電臺高雄分臺                                      |
| 2009 （第44屆） | 《RTI劇場》／財團法人中央廣播電台                                                     |
| 2009 （第44屆） | 《床邊的紅毛港故事》／正聲廣播股份有限公司高雄廣播電臺                                |
| 2009 （第44屆） | 《青春劇場》／財團法人中央廣播電台                                                    |
| 2009 （第44屆） | 《漢聲劇場》／漢聲廣播電臺臺北總臺                                                    |
| 2010 （第45屆） | 《週日廣播劇》／復興廣播電臺                                                          |
| 2010 （第45屆） | 《打狗劇場》／正聲廣播股份有限公司高雄廣播電臺                                        |
| 2010 （第45屆） | 《台灣原住民族劇場》／財團法人中央廣播電臺                                            |
| 2010 （第45屆） | 《星空子夜場》／內政部警政署警察廣播電臺臺北總臺                                      |
| 2010 （第45屆） | 《漢聲劇場》／漢聲廣播電臺臺北總臺                                                    |
| 2011 （第46屆） | 《RTI黃金劇場》／財團法人中央廣播電臺                                                 |
| 2011 （第46屆） | 《生命優劇場》／內政部警政署警察廣播電臺臺北臺                                        |
| 2011 （第46屆） | 《從心歸零—人間筆記》／國立教育廣播電臺                                               |
| 2011 （第46屆） | 《週日廣播劇》／復興廣播電臺                                                          |
| 2011 （第46屆） | 《漢聲劇場》／漢聲廣播電臺臺北總臺                                                    |
| 2012 （第47屆） | 《都會劇場—臺北文學賞》／臺北廣播電臺                                                 |
| 2012 （第47屆） | 《週日廣播劇》／復興廣播電臺                                                          |
| 2012 （第47屆） | 《銀髮新視界—不老夢想劇場》／國立教育廣播電臺                                         |
| 2012 （第47屆） | 《漢聲劇場》／漢聲廣播電臺臺北總臺                                                    |
| 2012 （第47屆） | 《打開記憶的盒子》／正聲廣播股份有限公司臺北廣播電臺                                  |
| 2013 （第48屆） | 《漢聲劇場》／漢聲廣播電臺臺北總臺                                                    |
| 2013 （第48屆） | 《RTI黃金劇場》／財團法人中央廣播電臺                                                 |
| 2013 （第48屆） | 《打開記憶的盒子》／正聲廣播股份有限公司臺北廣播電臺                                  |
| 2013 （第48屆） | 《週日廣播劇》／復興廣播電臺                                                          |
| 2013 （第48屆） | 《晚安故事屋》／國立教育廣播電臺                                                      |
| 2014 （第49屆） | 《「時光隧道」~發現1624, Lost in Dutch Formos》／財團法人中央廣播電臺                 |
| 2014 （第49屆） | 《RTI黃金劇場》／財團法人中央廣播電臺                                                 |
| 2014 （第49屆） | 《週日廣播劇》／復興廣播電臺                                                          |
| 2014 （第49屆） | 《戲劇大觀園》／漢聲廣播電臺臺北總臺                                                  |
| 2014 （第49屆） | 《鑼聲若響》／財團法人慈濟傳播人文志業基金會                                          |
| 2015 （第50屆） | 《假日聽電影》／正聲廣播股份有限公司高雄廣播電臺                                      |
| 2015 （第50屆） | 《RTI黃金劇場》／財團法人中央廣播電臺                                                 |
| 2015 （第50屆） | 《人間筆記–天地悠悠》／國立教育廣播電臺                                               |
| 2015 （第50屆） | 《大樹下聽故事》／大樹下廣播電台股份有限公司                                          |
| 2015 （第50屆） | 《週日廣播劇》／復興廣播電臺                                                          |
| 2016 （第51屆） | 《鑼聲若響》／財團法人慈濟傳播人文志業基金會                                          |
| 2016 （第51屆） | 《RTI黃金劇場》／財團法人中央廣播電臺                                                 |
| 2016 （第51屆） | 《RTI劇場》／財團法人中央廣播電臺                                                     |
| 2016 （第51屆） | 《午後文學館》／竹科廣播股份有限公司                                                  |
| 2016 （第51屆） | 《生活繽紛樂-台灣故事廳》／正聲廣播股份有限公司高雄廣播電臺                           |
| 2017 （第52屆） | 《大樹下聽故事》／大樹下廣播電台股份有限公司                                          |
| 2017 （第52屆） | 《午夜文學館－「向大師致敬－當湯顯祖遇見莎士比亞」》／竹科廣播股份有限公司            |
| 2017 （第52屆） | 《生活繽紛樂－台灣故事廳》／正聲廣播股份有限公司高雄廣播電臺                          |
| 2017 （第52屆） | 《漢聲劇場》／漢聲廣播電臺臺北總臺                                                    |
| 2017 （第52屆） | 《寶島迴響曲》／正聲廣播股份有限公司臺北調頻廣播電臺                                  |
| 2018 （第53屆） | 《大樹下聽故事》／大樹下廣播電台股份有限公司                                          |
| 2018 （第53屆） | 《Alian斯兜哩》／財團法人原住民族文化事業基金會                                       |
| 2018 （第53屆） | 《時代劇場》／財團法人中央廣播電臺                                                    |
| 2018 （第53屆） | 《假日聽電影》／正聲廣播股份有限公司高雄廣播電臺                                      |
| 2018 （第53屆） | 《週日廣播劇》／復興廣播電臺                                                          |
| 2019 （第54屆） | 《週日廣播劇》／復興廣播電臺                                                          |
| 2019 （第54屆） | 《Listen。看得見的廣播劇》／國立教育廣播電臺                                          |
| 2019 （第54屆） | 《RTI週末劇場》／財團法人中央廣播電臺                                                 |
| 2019 （第54屆） | 《臺北都會劇場-一夜新娘》／臺北廣播電臺                                               |
| 2019 （第54屆） | 《寶島囝仔古》／寶島新聲廣播電台股份有限公司                                          |
| 2020 （第55屆） | 《人生想想劇場》／財團法人中央廣播電臺                                                |
| 2020 （第55屆） | 《大樹下聽故事》／大樹下廣播電台股份有限公司                                          |
| 2020 （第55屆） | 《珍女人時代劇場》／臺北廣播電臺                                                      |
| 2020 （第55屆） | 《時代劇場》／財團法人中央廣播電臺                                                    |
| 2020 （第55屆） | 《假日聽電影》／正聲廣播股份有限公司高雄廣播電臺                                      |
| 2021 （第56屆） | 《空中故事館》／正聲廣播股份有限公司臺中廣播電臺                                      |
| 2021 （第56屆） | 《Listen 看得見的廣播劇》／國立教育廣播電臺                                           |
| 2021 （第56屆） | 《時代劇場》／財團法人中央廣播電臺                                                    |
| 2021 （第56屆） | 《假日聽電影》／正聲廣播股份有限公司高雄廣播電臺                                      |
| 2021 （第56屆） | 《戀戀曾文溪》／曾文溪廣播電台股份有限公司                                            |
| 2022 （第57屆） | 《時代劇場》／財團法人中央廣播電臺                                                    |
| 2022 （第57屆） | 《Listen看得見的廣播劇》／國立教育廣播電臺                                            |
| 2022 （第57屆） | 《二本傳說》／財團法人客家公共傳播基金會                                              |
| 2022 （第57屆） | 《人生想想劇場》／財團法人中央廣播電臺                                                |
| 2022 （第57屆） | 《臺北奇幻人間劇場》／臺北廣播電臺                                                    |
| 2023 （第58屆） | 《人生想想劇場》／財團法人中央廣播電臺                                                |
| 2023 （第58屆） | 《Listen 看得見的廣播劇》／國立教育廣播電臺                                           |
| 2023 （第58屆） | 《假日聽電影》／正聲廣播股份有限公司高雄廣播電臺                                      |
| 2023 （第58屆） | 《週日廣播劇》／復興廣播電臺                                                          |
| 2023 （第58屆） | 《銀髮協奏曲》／臺北廣播電臺                                                          |
| 2024 （第59屆） | 《空中故事館—〈大部分解，開始〉》／正聲廣播股份有限公司臺中廣播電臺、牛灣娛樂有限公司 |
| 2024 （第59屆） | 《時代劇場》／財團法人中央廣播電臺                                                    |
| 2024 （第59屆） | 《假日聽電影》／正聲廣播股份有限公司高雄廣播電臺                                      |
| 2024 （第59屆） | 《週日廣播劇》／復興廣播電臺                                                          |
| 2024 （第59屆） | 《精靈學習日記—誰偷走了我的字？》／內政部警政署警察廣播電臺                           |
| 2025 （第60屆） |                                                                                       |
|                 |                                                                                       |
|                 |                                                                                       |
|                 |                                                                                       |
|                 |                                                                                       |

## 外部連結
- 廣播電視金鐘獎官方網站 （页面存档备份，存于）
- 歷屆廣播金鐘獎得獎入圍名單 （页面存档备份，存于），文化部影視及流行音樂產業局